# Safaviyya

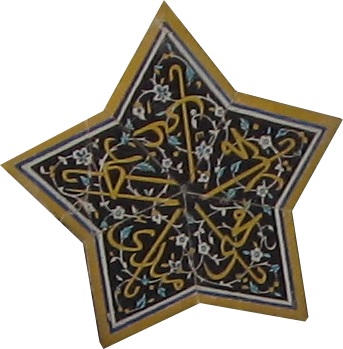
Stella della Safaviyya (soffitto della Moschea dello Shah, Esfahan)

La Safaviyya, in arabo Ṣafawiyya, chiamata anche ordine safavide (in persiano صفویه‎), era una confraternita islamica sufi fondata dal mistico curdo Ṣafī al-Dīn Isḥāq Ardabīlī (1252-1334). Ricoprì un posto di rilievo nella società e nella politica dell'Iran nordoccidentale nel XIV e XV secolo, ma oggi è meglio conosciuta per aver dato origine alla dinastia safavide. Sebbene inizialmente orientata verso la scuola shafi'ita dell'Islam sunnita, le successive adozioni di concetti sciiti, come la nozione di Imamato da parte dei figli e dei nipoti di Ṣafī al-Dīn Ardabīlī, portarono l'Ordine a essere associato ai Duodecimani.

## Fondatore e fondazione
Ṣafī al-Dīn crebbe ad Ardabil, ma la lasciò per mancanza di insegnanti adeguati, recandosi a Shiraz e poi nella provincia iranica del Gīlān. Qui divenne discepolo di Zāhed Gīlānī, capo dell'ordine sufi della Zāhidiyya. Infine divenne il principale discepolo di Zāhid e ne sposò la figlia. Alla morte di Zāhed Gīlānī, la Zāhidiyya passò sotto la guida di Ṣafī al-Dīn e fu nota nel resto del mondo islamico anche con il sostantivo arabo Safaviyya/Safawiyya.
L'importanza di Ṣafī al-Dīn è attestata in due lettere di Rashīd al-Dīn Hamadānī. In uno, Rashīd al-Dīn Hamadānī promette un'offerta annuale di generi alimentari. Nell'altra, Rashīd al-Dīn scrive a suo figlio, il governatore di Ardabīl, consigliandogli di mostrare la dovuta considerazione allo Shaykh.

## Crescita dell'ordine
Dopo la morte di Ṣafī al-Dīn, la guida dell'Ordine passò a suo figlio Ṣadr al-Dīn Mūsā, e successivamente fu tramandata di padre in figlio. 
Entro la metà del XV secolo, i Safawiyya cambiarono carattere e divennero militanti sotto Shaykh Junayd e Shaykh Ḥaydar, proclamando il jihad contro i cristiani della Georgia. La successiva Safawiyya è considerata "ghulat" (lett. "esagerata"), ossia eretica, avente credenze messianiche sulla sua leadership e con pratiche antinomiche sciite al di fuori della norma dettata dall'Islam duodecimano.
Il nipote di Ḥaydar, Ismāʿīl, modificò ulteriormente la natura dell'Ordine quando fondò l'impero safavide nel 1501 e proclamò lo sciismo duodecimano religione di Stato. A quel punto invitò e accolse ulama in gran parte dal Libano e dalla Siria per diffondere le pratiche safavidi.